# Сингапурская биржа
Сингапурская биржа (Singapore Exchange, SGX) (SGX: SGXL) — была создана в 1999 году в результате слияния крупных азиатских бирж Singapore International Monetary Exchange (SIMEX), Stock Exchange of Singapore (SES) и Securities Clearing and Computer Services Pte Ltd (SCCS).
Основные показатели в сингапурских долларах на 30 июня (конец финансового года):
|                                        | 30.06.2013                                       | 30.06.2014                                       |
| -------------------------------------- | ------------------------------------------------ | ------------------------------------------------ |
| Оборот фондовой секции                 | 363 млрд                                         |                                                  |
| Листинг                                | 774 акций/расписок, 1459 облигаций, 89 ETFs/ETNs | 766 акций/расписок, 1742 облигаций, 89 ETFs/ETNs |
| Капитализация рынка акций              | 954 млрд                                         | 1012 млрд                                        |
| Капитализация самой Сингапурской биржи | 7,5 млрд                                         | 7,4 млрд                                         |
| Чистая прибыль биржи                   | 336 млн                                          | 320 млн                                          |

Основной индекс: Straits Times Index (STI) — отражает состояние 30 крупнейших сингапурских компаний, торгующихся в сингапурских долларах.
Биржа входит в Федерацию фондовых бирж Азии и Океании.
Сингапурская биржа владеет долями в биржевых структурах других стран. Например, в 2007 году эта площадка приобрела 5% акций Бомбейской фондовой биржи. А в 2010 – 2011 состоялось приобретение Австралийской фондовой биржи за 8,3 млрд долл. Помимо этого, Сингапурская биржа имеет партнёрские отношения с рядом мировых торговых площадкок, например, с американской системой NASDAQ.